# Белл-Ривер (тауншип, Миннесота)
Белл-Ривер (англ. Belle River) — тауншип в округе Дуглас, Миннесота, США. На 2000 год его население составило 350 человек.

## География
По данным Бюро переписи населения США площадь тауншипа составляет 93,1 км², из которых 92,6 км² занимает суша, а 0,5 км² — вода (0,53 %).

## Демография
По данным переписи населения 2000 года здесь находились 350 человек, 129 домохозяйств и 103 семьи.  Плотность населения —  3,8 чел./км².  На территории тауншипа расположена 141 постройка со средней плотностью 1,5 построек на один квадратный километр. Расовый состав населения: 99,43 % белых, 0,29 % афроамериканцев и 0,29 % приходится на две или более других рас. Испанцы или латиноамериканцы любой расы составляли 1,43 % от популяции тауншипа.
Из 129 домохозяйств в 32,6 % воспитывались дети до 18 лет, в 76,0 % проживали супружеские пары, в 0,8 % проживали незамужние женщины и в 19,4 % домохозяйств проживали несемейные люди. 15,5 % домохозяйств состояли из одного человека, при том 5,4 % из — одиноких пожилых людей старше 65 лет. Средний размер домохозяйства — 2,71, а семьи — 3,05 человека.
24,0 % населения — младше 18 лет, 8,0 % — в возрасте от 18 до 24 лет, 31,1 % — от 25 до 44, 25,7 % — от 45 до 64, 11,1 % — старше 65 лет. Средний возраст — 39 лет. На каждые 100 женщин приходилось 116,0 мужчин.  На каждые 100 женщин старше 18 приходилось 129,3 мужчин.
Средний годовой доход домохозяйства составлял 36 875 долларов, а средний годовой доход семьи —  36 875 долларов. Средний доход мужчин —  27 708  долларов, в то время как у женщин — 26 250. Доход на душу населения составил 14 630 долларов. За чертой бедности находились 5,5 % семей и 8,4 % всего населения тауншипа, из которых 13,0 % младше 18 лет.